# Francesco Provenzale
Francesco Provenzale (Nápoles, 25 de septiembre de 1632-ibidem, 6 de septiembre de 1704) fue un compositor italiano, fundador de la escuela napolitana de ópera. 

## Biografía
Estudió en el Conservatorio della Pietà dei Turchini de Nápoles, donde más tarde fue profesor. Entre sus discípulos se encuentran Leonardo Leo, Nicola Fago y Gaetano Veneziano. Se dedicó preferentemente a la enseñanza, mientras que en el terreno de la composición fue el primer compositor napolitano en interesarse por la ópera, por lo que se le considera uno de los padres de la escuela napolitana de ópera. En 1654 estrenó su primera ópera, Teseo. Ese mismo año estrenó en Venecia Il Ciro, en el Teatro Santi Giovanni e Paolo, probablemente en colaboración con Francesco Cavalli.
Entre la composición y la enseñanza logró vivir una vida cómoda. En 1660 se casó con Chiara Basile y, en 1663, se convirtió en maestro del Conservatorio di Santa Maria di Loreto.
Sus obras gozaron de gran éxito en su momento y se representaron con frecuencia en Nápoles. Al crecer su reputación fue recibiendo mayores encargos y número de alumnos. Cuando fue perdiendo algunos de sus puestos debido a la edad, se convirtió en suplente de Alessandro Scarlatti. En 1704 fue nombrado maestro principal de la Capilla palatina de Nápoles, cargo que solo gozó unos días antes de su muerte.
De las obras de Provenzale solo sobrevive una pequeña fracción: las óperas Lo schiavo di sua moglie y La Stellidaura vendicante, el melodrama sagrado La colomba ferita y varias obras sagradas. 

## Óperas
- Il Ciro (1654)
- La colomba ferita. Opera sacra di S. Rosalia (1670)
- La fenice d'Avila Teresa di Gesù (1672)
- Lo schiavo di sua moglie (1671)
- Difendere l'offensore overo La Stellidaura vendicante (1674)